# Reprezentacja Kamerunu w koszykówce mężczyzn
Reprezentacja Kamerunu w koszykówce mężczyzn – drużyna, która reprezentuje Kamerun w koszykówce mężczyzn. Za jej funkcjonowanie odpowiedzialna jest krajowa federacja koszykówki (Fédération Camerounaise de Basketball). Ośmiokrotnie brała udział w mistrzostwach Afryki, raz zdobywając medal – srebro w 2007.

## Udział w imprezach międzynarodowych
- Mistrzostwa Afryki
  - 1972 – 8. miejsce
  - 1974 – 4. miejsce
  - 1992 – 8. miejsce
  - 2007 – 2. miejsce
  - 2009 – 4. miejsce
  - 2011 – 7. miejsce
  - 2013 – 5. miejsce
  - 2015 – 9. miejsce